# Bolitoglossa kamuk
Bolitoglossa kamuk is een salamander uit de familie longloze salamanders (Plethodontidae). De soort werd voor het eerst wetenschappelijk beschreven door Eduardo Boza-Oviedo, Sean Michael Rovito, Gerardo Chaves, Adrián García-Rodríguez, Luis Guillermo Artavia, Federico Bolaños en David Burton Wake in 2012.

## Uiterlijke kenmerken
Bolitoglossa kamuk heeft een lichaamslengte van 33 tot 35 millimeter.

## Verspreiding en habitat
De salamander komt voor in delen van Midden-Amerika en leeft endemisch in Costa Rica. Bolitoglossa kamuk werd in 2008 voor het eerst waargenomen tijdens een expeditie in de Cordillera de Talamanca in het Internationaal park La Amistad. Het eerste exemplaar werd bij de Cerro Kamuk gezien op 3100 meter hoogte boven zeeniveau. In 2012 werd de wetenschappelijke beschrijving gepubliceerd, samen met die van vier andere salamandersoorten die dezelfde expeditie waren ontdekt.